# サラダクラブ

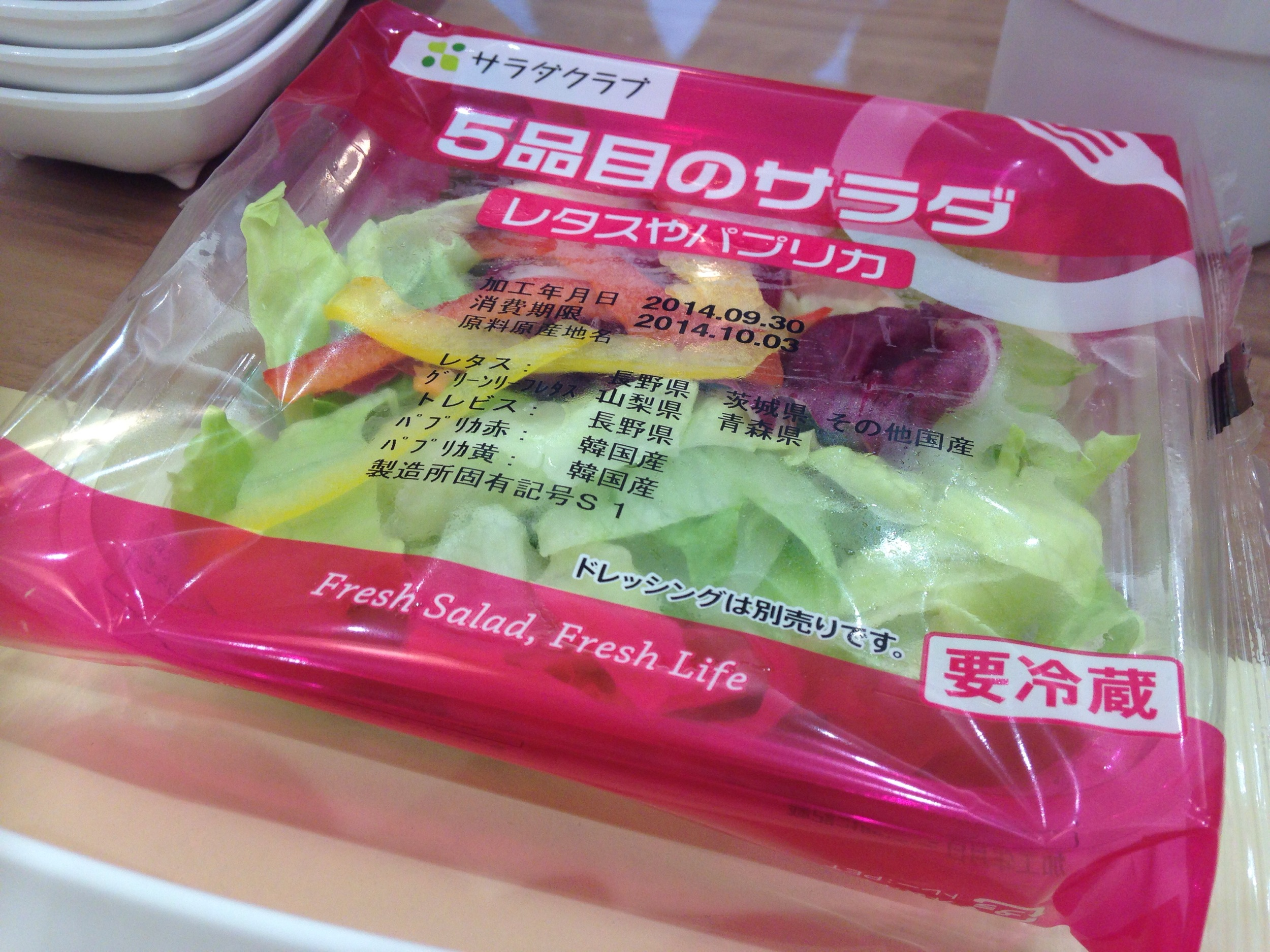
同社製品の例

株式会社サラダクラブは日本の食品メーカー。主にパッケージサラダの製造販売を行う。キユーピーと三菱商事の合弁会社である。東京都調布市仙川町2丁目5-7のキユーピー仙川キユーポート内に本社を置く。1999年2月に会社設立。2013年までは本社を東京都府中市住吉町5丁目13-1のキユーピー中河原工場内に置いていた。工場の多くはキユーピー工場に併設されている。

## 沿革
出典：サラダクラブ公式サイト
- 1999年
  - 2月 - 東京都府中市住吉町に株式会社サラダクラブを設立。
  - 4月 - 中河原工場（キユーピー中河原工場内）にて、パッケージサラダ5品の製造販売を開始、首都圏へ出荷。
  - 9月 - 販売エリアを北関東3県、新潟県、長野県へ拡大。
- 2000年
  - 10月 - 伊丹工場建設（中京・近畿・中国地区へ出荷）。
  - 11月 - 五霞工場建設（関東・東北地方へ出荷）。
- 2001年
  - 2月 - 鳥栖工場建設（九州地方へ出荷）。炒め用野菜を3品発売。
  - 5月 - 密閉トレイを使用したサラダ3品発売。
  - 6月 - パッケージリニューアル（2代目）。
- 2002年
  - 9月 - 伊丹工場を新設。トレー入りサラダ3品発売。
  - 10月 - 製造・販売を一元化する。4つの営業所（東京・名古屋・大阪・福岡）を開設。
- 2003年10月 - 仙台営業所・広島営業所を開設。トレーサラダ（ドレッシング入り）2品発売。
- 2009年2月	- 会社設立10周年を迎える。
- 2010年5月 - 中河原工場を新設。
- 2013年10月 - 本社を東京都調布市仙川町へ移転。

## 工場
- 五霞工場 - 茨城県猿島郡五霞町大字元栗橋351（キユーピー五霞工場内）
- 中河原工場 - 東京都府中市住吉町5丁目13-1（キユーピー中河原工場内）
- 遠州工場 - 静岡県周智郡森町向天方888
- 伊丹工場 - 兵庫県伊丹市南町4丁目7-1（関西キユーポート内）
- 真庭工場 - 岡山県真庭市上河内243
- 三原工場 - 広島県三原市沼田西町惣定字10247番地120
- 鳥栖工場 - 佐賀県鳥栖市田代外町701（キユーピー鳥栖工場内）